# Forcipata citrinella
Forcipata citrinella är en insektsart som först beskrevs av Zetterstedt 1828.  Forcipata citrinella ingår i släktet Forcipata och familjen dvärgstritar. Arten är reproducerande i Sverige. Inga underarter finns listade i Catalogue of Life.